# 608
Cette page concerne l'année 608  du calendrier julien. Pour l'année 608 av. J.-C., voir 608 av. J.-C.
L'année 608 est une année bissextile qui commence un lundi.

## Événements
- Été : l’exarque de Carthage, Héraclius l'Ancien, à l’appel de Krispos, gendre de Phocas, envoie une armée dirigée par son neveu Nicétas qui prend Alexandrie et une grande partie de la Basse-Égypte, tandis que lui-même retient la flotte d’Afrique qui devait livrer du blé à Constantinople ; Bonose, envoyé par Phocas, ne réussit pas à reprendre l’Égypte (909)[1].
- 1er août : érection de la colonne de Phocas à Rome par l'exarque Smaragde pour soutenir une statue de l'empereur[2].
- 25 août : début du pontificat de Boniface IV (fin en 615)[3].

- Guerre civile dans toutes les villes de Syrie, aggravée par la révolte des monophysites contre les édits impériaux[4].
- L'empereur Sui de Chine Yangdi reçoit l’hommage de plusieurs oasis du bassin du Tarim, ce qui permet le commerce avec la Perse et l’Inde[5].
- Un million de personnes sont réquisitionnées pour le percement du Grand Canal  au Hebei, en Chine[6].